# Église Saint-Pierre d'Artix
L'église Saint-Pierre d'Artix est une église catholique située à Artix dans le département des Pyrénées-Atlantiques, en région Nouvelle-Aquitaine.

## Présentation
L’église Saint-Pierre d’Artix est un édifice religieux catholique situé au centre de la commune d’Artix, dans le département des Pyrénées-Atlantiques. L’édifice actuel est construit à la fin du XIXe siècle, après la démolition de l’ancienne église paroissiale en 1880. Il est inauguré en 1899.
Les travaux de construction de la nouvelle église ont été engagés vers 1860–1865 sur un autre emplacement, sous l'impulsion du curé Aris de Montaut (1828–1866). Après son décès, son successeur, l'abbé Laurens, a poursuivi et achevé l'édifice grâce au soutien financier de la famille de Lestapis. Des verrières figurées datées de 1867, et signées par le maître-verrier palois Jules‑Pierre Mauméjean ornent le chœur. La consécration solennelle a eu lieu le 5 décembre 1899 par Mgr Jauffret.